# 大田村 (埼玉県秩父郡)
大田村（おおたむら）は埼玉県の西部、秩父郡に属していた村。

## 地理
- 河川：荒川、赤平川、伊古田沢

## 歴史
- 1889年（明治22年）4月1日 - 町村制施行により、太田村、小柱村、堀切村、品沢村、伊古田村が合併し秩父郡大田村が成立する[1]。旧村は大田村の大字となる。
- 1943年（昭和18年）9月8日 - 戦時町村合併促進法により、皆野町、国神村、金沢村、日野沢村、三沢村、白鳥村の一部（下田野）と合併し美野町となる[2][3]。大田村の役場は美野町の出張所のひとつとなる。
- 1946年（昭和21年）12月1日 - 美野町が分割し、皆野町、国神村、金沢村、日野沢村、三沢村、大田村が成立する。旧白鳥村の一部（下田野）は皆野町に所属[2]。
- 1957年（昭和32年）5月3日 - 高篠村とともに秩父市へ編入され消滅[2]。大字は秩父市に継承された。
- 村名の由来は江戸期より存在する太田村に因む[1]。

## 関連文献
- 「品澤村」『新編武蔵風土記稿』 巻ノ261秩父郡ノ12、内務省地理局、1884年6月。NDLJP:764014/20。
- 「伊古田村」『新編武蔵風土記稿』 巻ノ261秩父郡ノ12、内務省地理局、1884年6月。NDLJP:764014/21。
- 「太田村」『新編武蔵風土記稿』 巻ノ261秩父郡ノ13、内務省地理局、1884年6月。NDLJP:764014/23。
- 「堀切村」『新編武蔵風土記稿』 巻ノ261秩父郡ノ13、内務省地理局、1884年6月。NDLJP:764014/25。
- 「小柱村」『新編武蔵風土記稿』 巻ノ261秩父郡ノ13、内務省地理局、1884年6月。NDLJP:764014/25。